# (1655) Comas Solá
(1655) Comas Solá es un asteroide que forma parte del cinturón de asteroides y fue descubierto el 28 de noviembre de 1929 por José Comas y Solá desde el observatorio Fabra de Barcelona, España.

## Designación y nombre
Comas Solá se designó al principio como 1929 WG.
Posteriormente fue nombrado en honor del descubridor.

## Características orbitales
Comas Solá está situado a una distancia media de 2,779 ua del Sol, pudiendo alejarse hasta 3,435 ua y acercarse hasta 2,122 ua. Tiene una excentricidad de 0,2363 y una inclinación orbital de 9,603°. Emplea en completar una órbita alrededor del Sol 1692 días.